# ウィエンケン郡
座標: 北緯20度6分42秒 東経100度30分48秒 / 北緯20.11167度 東経100.51333度
ウィエンケン郡（ウィエンケンぐん）はタイ北部・チエンラーイ県にある郡（アムプー）。

## 名称
ウィエンケンとは「芯の街」と言う意味である。

## 歴史
スコータイ王朝やチエンラーイなどと同時代に建設されたと見られており、ムアン・ウィエンケンと呼ばれていた。1727年、この地域に50世帯が周辺の県から住民が移住し、開発が行われた。
1887年にはチャクリー改革の一環として分郡（キンアムプー）となりチエンラーイ県に移入された。1987年4月1日チエンコーン郡から分離し、ウィエンケン分郡となった。1995年9月7日分郡から郡へと昇格した。

## 地理
ガーオ川が形成した台地にあり、チエンラーイ側というよりもむしろラオス側に向かって開けている。北はメコン川に接し、ラオスと接している他、ラオスとは西の山脈で接している。また東はチエンコーンと山脈で接している。ガーオ川は源流がほぼ郡内の山地に存在し、郡内でメコン川に流れ込む、郡内の貴重な水源の一つとなっている。
市内の重要な交通として、国道1155号線が南北に走っている。

## 経済
小規模の国境貿易が行われているが、住民のほとんどが農業を営んでいる。

## 行政区分
郡内には4のタムボンがあり、その下位に41の村（ムーバーン）が存在する。郡内には自治体（テーサバーン）は存在しない。また、4つのタムボンそれぞれにタムボン行政体（オンカーンボーリハーンスワンタムボン）が置かれている。
- タムボン・ムワンヤーイ・・・ตำบลม่วงยาย
- タムボン・ポー・・・ตำบลปอ
- タムボン・ラーイガーオ・・・ตำบลหล่ายงาว
- タムボン・ターカーム・・・ตำบลท่าข้าม